# Frydek
Frydek je nezařazené území v okrese Austin County ve  státě Texas (USA).

## Poloha
Frydek se nachází v jihovýchodní části státu Texas na západním břehu řeky Brazos, pět kilometrů jižně od San Felipe a pět kilometrů východně od města Sealy. Nadmořská výška je 46 m n. m.

## Historie
Prvními osadníky kolem roku 1820 byli Američané anglického původu. Osada ovšem vznikla, až když sem přišli čeští emigranti, pravděpodobně z Frýdku v roce 1895, na co ukazuje název obce. V letech 1901–1906 zde byla v provozu pošta, v roce 1931 už stál kostel.
Počet obyvatel českého původu v roce 1933 byl odhadován na 25 osob, v roce 1939 byl 75 osob a v roce 1964 byl 150 osob.